# Метод PIXE
PIXE (Particle Induced X-Ray Emission) — метод определения элементного состава материала или образца. Он основан на регистрации рентгеновского излучения, возникающего при облучении образца пучком ионов.

## Суть метода
На материал направляют сфокусированный пучок протонов. При взаимодействии с атомами образца они могут вытеснять электроны с внутренних оболочек. Это создаёт вакансии, которые впоследствии заполняются электронами с более высоких уровней энергии, в результате чего возникает характерное рентгеновское излучение, специфичное для каждого элемента в образце.

## Некоторые области применения PIXE
- Металлургия

Метод используют для исследования чистоты и состава различных металлов и сплавов.
- Керамика

PIXE помогает выявлять и количественно оценивать примеси, которые влияют на термостойкость и структурную целостность керамических материалов.
- Полимеры

Метод позволяет обнаруживать добавки и наполнители, которые используются для улучшения свойств полимеров.
- Композитные материалы

PIXE играет ключевую роль в анализе этих материалов, предоставляя детальные карты элементов.
- Экология

Метод используют для анализа загрязняющих веществ, обнаруживая следы элементов в образцах воздуха, воды и почвы.
- Биологические исследования

PIXE применяют для изучения биологических тканей, предоставляя ценные данные об элементном составе на микроуровне.